# Liu Yang (gymnast)
Liu Yang, född 10 september 1994, är en kinesisk gymnast.

## Karriär
Vid olympiska sommarspelen 2020 tog Yang guld i ringar. Vid världsmästerskapen i artistisk gymnastik 2023 tog han åter guld i ringar.